# 다이크로뮴산 포타슘
다이크로뮴산 칼륨(영어: Potassium dichromate) 또는 다이크로뮴산 포타슘, 중크로뮴산 칼륨은 화학식이 K2Cr2O7인, 무기화합물이다. 주로 연구실이나 산업현장에서 산화제로서 사용된다. 다른 6가 크로뮴(크로뮴(VI))화합물이 그렇듯 인체에 유해한 물질이다. 상온에서 밝은 주홍색의 이온결정 고체로 존재한다. 조해성이 없는 특성 탓에 주로 산업적인 용도로 쓰이는 다이크로뮴산 나트륨과는 다르게 실험실에서 주로 쓰인다.

## 화학

### 제조
다이크로뮴산 칼륨은 보통 염화 칼륨과 다이크로뮴산 나트륨의 반응으로 제조된다. 이 대신 크로뮴 광석을 수산화 칼륨과 함께 가열함으로서 크로뮴산 칼륨으로부터 얻을 수도 있다.
수용성이며, 아래와 같은 과정을 거쳐 이온화된다.
K2Cr2O7 → 2 K+ + Cr2O72−
Cr2O72− + H2O ⇌ 2 CrO42− + 2 H+

### 반응
다이크로뮴산 칼륨은 유기 화학에서 산화 작용제로서 사용된다. 그 정도는 과망가니즈산 칼륨보다는 약한 편이다. 주로 알코올의 산화에 쓰인다. 알코올을 산화시키기 위해 사용되기도 하며, 일차 알코올을 알데하이드로 산화시키며, 좀더 제한된 조건에서는 카복실산으로도 산화시킨다. 이와는 대조적으로 과망가니즈산 칼륨은 단독적인 반응 생성물로서 카복실산을 내놓는 경향이 있다. 이차 알코올은 케톤으로 산화시킨다. 예를 들자면 멘톤은 acidified dichromate으로 멘톨을 산화시킴으로써 제조된다. 삼차 알코올은 산화시키지 못한다.

수용액 상태에서 색의 변화는 케톤으로부터 알데하이드를 판별하는 시험에 사용된다. 알데하이드는 다이크로뮴산염의 산화수를 6가에서 3가로 감소시켜 색을 주황색에서 녹색으로 바꾸어 준다. 이 색의 변화는 알데하이드가 상응하는 카르복실산으로 산화될 수 있기에 발생한다. 케톤은 더 이상 산화되지 못하기에 그대로 주황색을 유지한다.
만약 강하게 가열되면, 산소를 방출하며 분해된다.
4K2Cr2O7 →  4K2CrO4 + 2Cr2O3 + 3O2

만약 다이크로뮴산 이온이 포함된 주홍색 용액에 알칼리를 가하면, 노란색 용액이 크로뮴산 이온의 형성으로 인해 얻어진다. 예를 들자면 크로뮴산 칼륨은 탄산 칼륨을 사용하여 아래와 같은 반응을 거쳐 얻어진다.
K2Cr2O7  +  K2CO3   →   2 K2CrO4 + CO2
이 반응은 반대로 일어날 수 있다.

차가운 황산을 가하면, 붉은 결정의 무수 크로뮴산이 얻어진다.(CrO3)
K2Cr2O7  +  2H2SO4  →   2CrO3  +  2 KHSO4  +  H2O
농축된 황산과 함께 가열하는 경우 산소가 방출된다.
2 K2Cr2O7  +  8H2SO4   →   2 K2SO4  +  2 Cr2(SO4)3  +  8 H2O + 3O2

## 이용
다이크로뮴산 칼륨은 다이크로뮴산 칼륨이 산업적인 용도로 주로 사용되는 것과는 대조적으로, 이용하는 분야가 많지는 않다. 주 이용은 크롬 명반의 전구물질로서 무두질에 사용된다.

### 세척
다른 육가 크로뮴(크로뮴(VI)) 화합물(삼산화 크로뮴, 다이크로뮴산 나트륨)과 같이 다이크로뮴산 칼륨은 에칭이나 유리기구 세척에 이용되는 크로뮴산의 제조에 이용되어 왔다. 육가 크로뮴의 안전성 문제로 인해 현재는 거의 사용되지는 않는다.

### 건축
다이크로뮴산 칼륨은 시멘트의 재료로서 경화를 지연시키고, 밀도와 질감을 향상시키는데 사용된다. 이 경우 건설 근로자에게 접촉성 피부염을 유발할 우려가 있다.

### 사진술
사진술과 사진 스크린 인쇄에서 다이크로뮴산 칼륨은 산화제로 사용된다.

### 분석용 시약
흡습성이 없는 성질로 인해 분석화학에서 "wet test"를 위한 시약으로 사용된다.

#### 에탄올 검출
표본에서의 에탄올의 농도는 acidified potassium dichromate을 가지고 역적정을 통해 알아낼 수 있다. 충분한 양의 다이크로뮴산 칼륨과 표본의 반응에서 에탄올은 모두 아세트산으로 산화된다.
CH3CH2OH + 2[O] → CH3COOH + H2O
전체 반응과정은 아래와 같다.
3C2H5OH + 2K2Cr2O7 + 8H2SO4 → 3CH3COOH + 2Cr2(SO4)3 + 2K2SO4 + 11H2O
초과된 다이크로뮴산염의 양은 싸이오황산나트륨에 의해 적정을 통해 알아낼 수 있다. 초기 량에서 초과한 양의 다이크로뮴산염의 양을 빼면, 에탄올의 존재량을 알 수 있다.

음주단속기에도  사용되며, 호흡 속의 알코올과의 반응을 통해 호흡에서 알코올의 양을 구해낼 수 있다.

#### 은 검출
대략 35% 질산 수용액에 용해되었을 때 이를 Schwerter's solution이라고 부르는데, 이를 통해서 다양한 금속의 존재여부, 특히 은의 순도를 알아낼 수 있다. 순수한 은은 용액안에서 밝은 빨간색을 띠는데, 스털링 실버(sterling silver)의 경우 짙은 붉은색을 띠게 되며, 더 낮은 순도(0.800 fine 은화)의 경우 갈색을 띠게 된다.(이는 구리로 인한 것이다.) 그리고 0.500 silver 은화의 경우 녹색을 띠기도 한다. 황동은 암갈색, 구리는 갈색, 납과 주석은 노란색을 띠며, 금과 팔라듐은 변화가 없다.

#### 이산화 황 검출
다이크로뮴산 칼륨 종이는 이산화 황의 검출에도 이용될 수 있는데, 주황색에서 녹색으로 바뀐다. 이는 산화 환원 반응으로, 크로뮴의 산화수가 6+에서 3+로 감소하며 발생한다. 이는 결정적인 검출 시험은 아니다. 최종적으로 다이크로뮴산 칼륨은 Cr2(SO4)3을 형성한다.

### 목재 마감제
다이크로뮴산 칼륨은 목재의 탄닌을 어둡게 하므로 염색에 이용된다. 일반적인 염색으로는 만들 수 없는 깊고 풍부한 갈색을 만들어 낸다. 특히 마호가니에 사용된다.

## 채굴

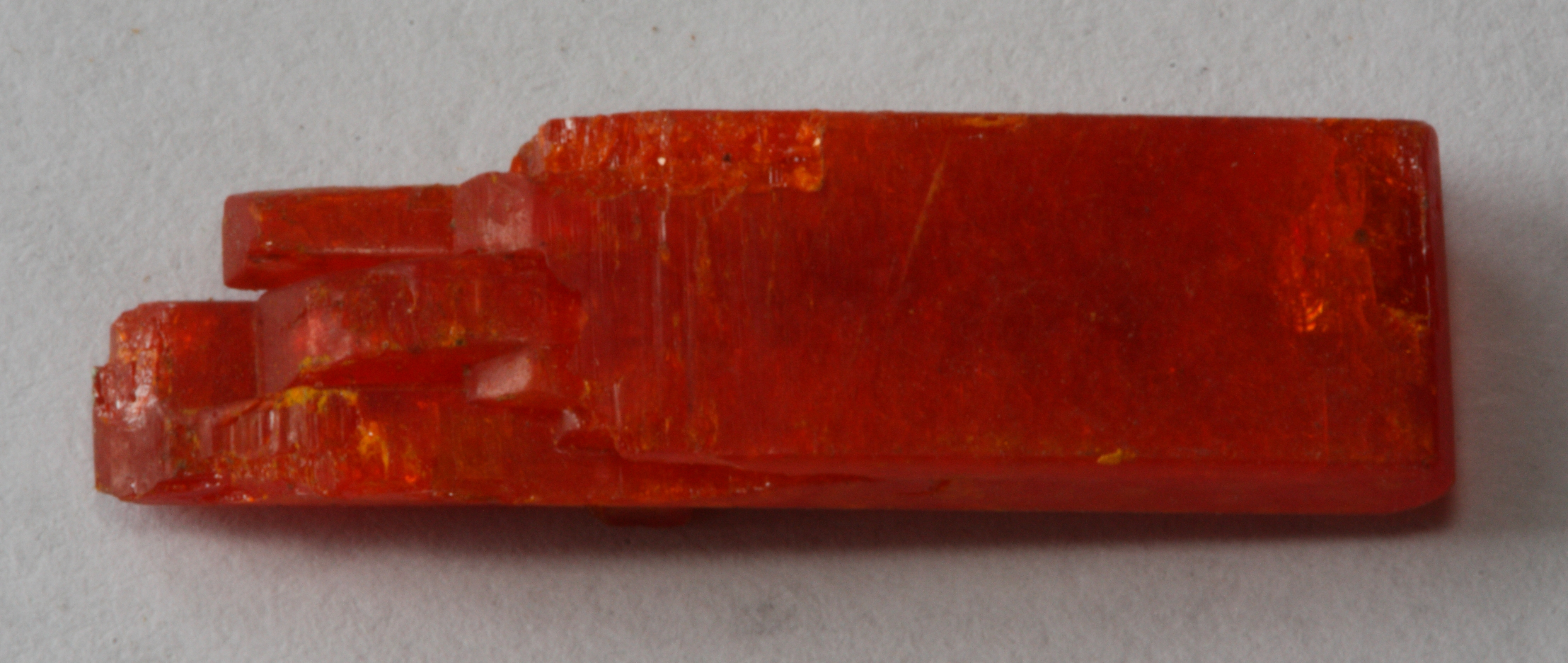
lopezite의 형태로 산출된 다이크로뮴산 칼륨의 결정(~10mm 크기)

다이크로뮴산 칼륨은 Lópezite라는 희귀한 광물의 형태로 산출된다. 칠레의 아타카마 사막과 남아프리카의 Bushveld igneous complex에 있는 질산염 매장층의 공동(空洞)에서만 존재가 확인되었다.

## 안전성

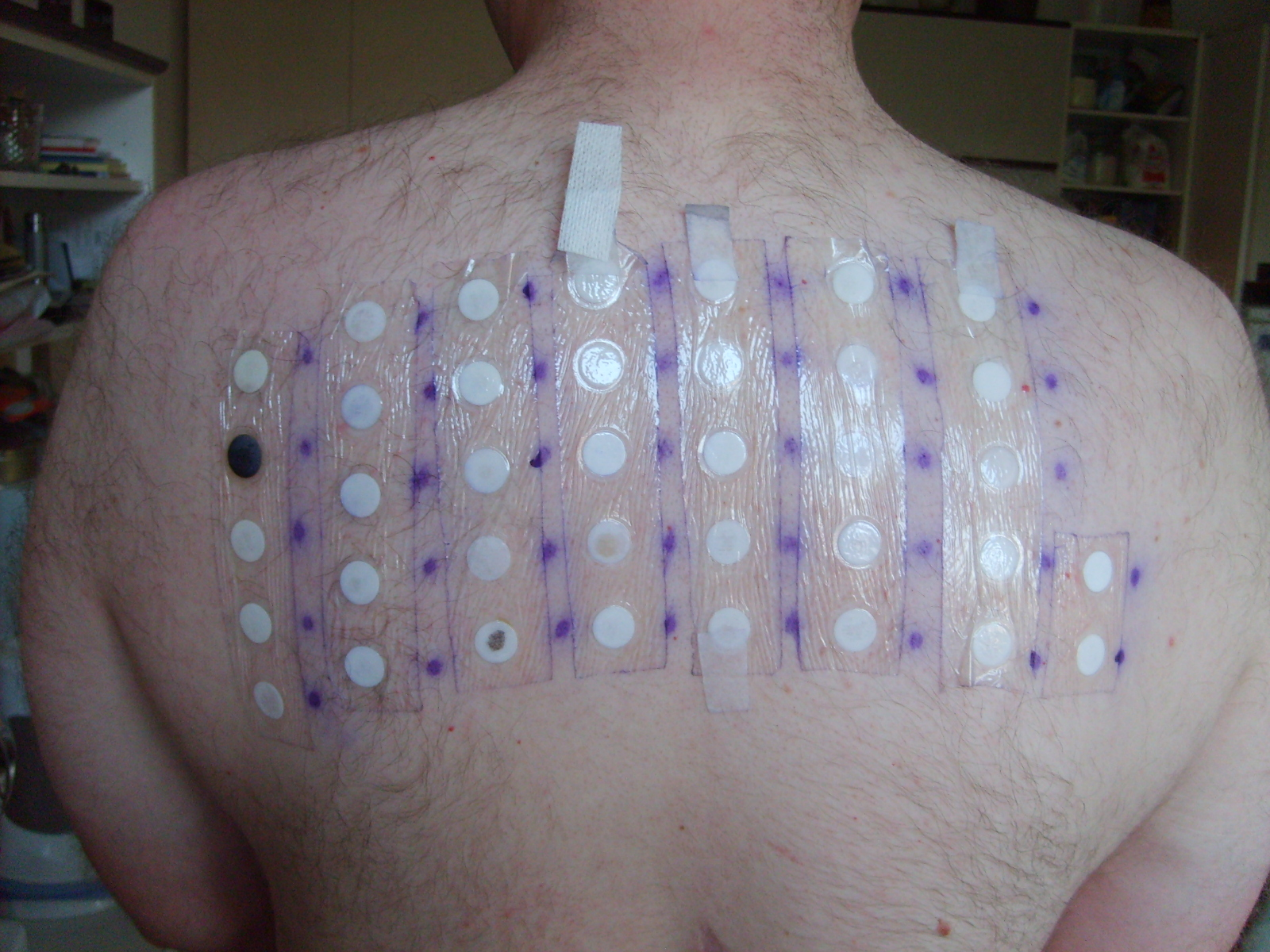
패치 테스트

다이크로뮴산 칼륨은 알레르기 유발 항원물질중 하나이다.
다이크로뮴산 칼륨은 크로뮴으로 인한 피부병을 유발하는 주된 원인중 하나이다.
토끼와 설치류를 대상으로 한 실험에서는 14 mg/kg에서 50%의 치사율을 보였다.
수중 생물의 경우 노출되면 특히 더 위험하다.
다른 육가 크로뮴 화합물과 같이 발암 물질이며, 안전장비와 함께 다루어야 한다. 또한 화합물은 부식성이어서 노출되면 시력 상실을 유발할 수 있다. 인체에 노출되면 유전자 손상, 생식기능 저하 등을 유발할 수 있다.